# Vodafone Automotive
Vodafone Automotive S.p.A., ex Cobra Automotive Technologies S.p.A., est une entreprise italienne présente dans le monde entier dont la spécialité est la conception et la production d'équipements électroniques pour la sécurité des véhicules et pour le développement de services basés sur la géolocalisation des véhicules utilisant les technologies M2M.
La société, implantée à Varèse, au nord de Milan, s'appelait à l'origine Cobra Automotive Technologies S.p.A. et était cotée à la Bourse de Milan depuis le 12 décembre 2006. Elle a été rachetée, après une OPA, par le groupe multinational britannique Vodafone PLC en août 2014 pour 145 millions €uros (191 millions US$), soit le montant du chiffre d'affaires annuel de Cobra en 2013. Elle a été retirée de la cotation de la Bourse de Milan le 14 août 2014 et a été renommée Vodafone Automotice S.p.A. le 1er avril 2015,,,.
Les activités de Vodafone Automotive SpA comportent deux entités : 
- Vodafone Automotive Telematics SpA pour les services télématiques dédiés au développement des services d’infrastructure et de télématique,
- Vodafone Automotive Electronic SpA pour les systèmes électroniques qui se concentrent sur la conception, le développement, la production et la distribution ainsi que les composants électroniques.

La société Vodafone Automotive Telematics SpA est détenue à 80 % par Vodafone Automotive et à 20 % par la société Tracker Connect Proprietary Ltd, qui a des filiales directes au Brésil, France, Allemagne, Espagne, Suisse et Royaume-Uni. En Malaisie, Russie et Afrique du Sud, Cobra entretient des relations avec les principaux acteurs régionaux.
Vodafone Automotive Electronic Systems opère directement en Italie, et possède des filiales en Chine, Japon et Corée du Sud.

## Histoire
La société Delta Elettronica s.a.s. di Dall'Osto Isidoro & C. a été fondée en 1975 par Isidoro Dall'Osto, Romeo Roman et Serafino Memmola. Elle est une des premières sociétés à avoir conçu des dispositifs antivol pour véhicules, commercialisés sous le nom Cobra.
Au fil du temps, elle a subi des transformations à plusieurs reprises :
- 1976, Delta Elettronica s.a.s devient une société en nom collectif,
- 1982, transformée en société à responsabilité limitée,
- 1985, transformée en société anonyme mais conserve son nom : Delta Elettronica S.p.A.,
- 2004, à la suite du rachat de la société Cobra Italia srl, anciennement Proco Italia srl, fondée en 1995 et entièrement contrôlée depuis 2000, elle est renommée Cobra Automotive Technologies S.p.A.,
- 2007, Cobra rachète trois sociétés, en Italie, France et Royaume-Uni, crée de nouvelles filiales directes et lance la construction d'un siège régional pour la zone Asie-Pacifique en Chine.
- 2008, Cobra ouvre un bureau à Sao Paulo, au Brésil, dédié au développement télématique,
- 2011, Cobra Automotive Technologies S.p.A. fusionne et absorbe la société Drive Rent S.p.A. de Milan. La nouvelle entité conserve le nom Cobra Automotive Technologies S.p.A.[7],
- 2014, le groupe Cobra Automotive Technologies S.p.A. est racheté par Vodafone et renommé « Vodafone Automotive S.p.A. ».

L'activité du groupe se répartit en trois secteurs :
- la conception et la réalisation de systèmes électroniques pour voitures et motos, notamment antivol et aide aux manœuvres à basse vitesse,
- conception et gestion de services de géolocalisation des véhicules,
- produits multimédia pour camping-cars, activité marginale de la filiale allemande Cobra Deutschland Gmbh.

## Les filiales à l'étranger
- Cobra do Brasil Ltda. - São Paulo (Brésil) - 56%
- Vodafone Telematics S.A. - Mendrisio (Suisse) - 80%
- Vodafone Automotive UK Ltd. - Sale (Royaume-Uni) - 80%
- Vodafone Telematics Development S.A.S. - Valbonne (France) - 80%
- Vodafone Automotive France S.A.S. - Chaville (France) - 40,75%
- Vodafone Automotive Korea Ltd. - Yongin-Si (Corée du Sud) - 100%
- Cobra (Beijing) Automotive Technologies Co., Ltd.- Pekin (Chine) - 100%
- Vodafone Automotive Japan K.K. - Tokyo (Japon) - 100%
- Vodafone Automotive Deutschland GmbH - Kandel (Allemagne) - 80%
- Vodafone Automotive Espana S.L. - Madrid (Espagne) - 80%
- Autoconnex - (Russie) - 35% (via Vodafone Automotive Telematics S.A.)

## Données financières
Selon les données publiées dans le bilan intermédiaire du 1er semestre 2014, avant le lancement de l'OPA de Vodafone, le groupe Cobra Automotive Technologies S.p.A. avait réalisé un chiffre d'affaires semestriel de 73,66 millions €uros, un résultat net de 4,0 millions € avec un effectif de 833 salariés.